# Siège de Trichinopoly (1751-1752)
Deuxième guerre carnatique
Batailles
- Ambour
- Tanjore
- Trichinopoly
- Arcate
- Arni
- Srirangam
- Roc-d'Or

Le siège de Trichinopoly se déroula de juillet 1751 à avril 1752 en Inde du Sud, dans le cadre de la deuxième guerre carnatique. Il opposa une armée indienne commandée par le nabab du Carnate Chanda Sahib (en), assistée d'un contingent français sous les ordres de Louis-Hubert de Combault d'Auteuil puis de Jacques-François Law de Lauriston, à la garnison britannique de Trichinopoly dirigée par Muhammad Ali Khan Wallajah (en) et par le capitaine Gingins. Après plusieurs mois de siège, les troupes franco-indiennes, menacées par l'arrivée d'une colonne de secours anglaise, abandonnèrent le siège et se replièrent sur l'île de Srirangam.

## Contexte

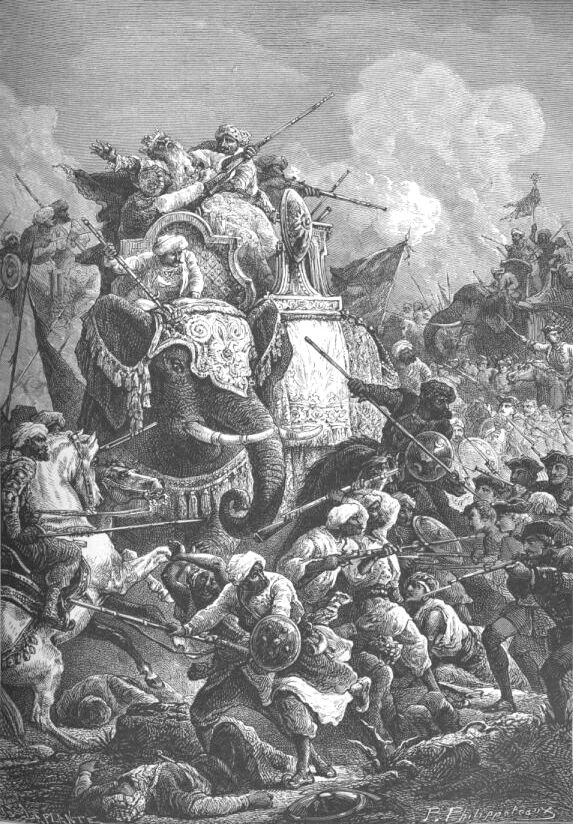
Mort du nabab du Carnate à la bataille d'Ambour. Gravure de Laplante d'après Henri Félix Emmanuel Philippoteaux.

En 1749, deux princes indiens, Chanda Sahib (en) et Muzaffar Jang, entrèrent en guerre contre Anaverdi Khan, nabab du Carnate, et Nasir Jang, nizam d'Hyderabad, qu'ils considéraient comme des usurpateurs. Avec l'aide du gouverneur français de Pondichéry Joseph François Dupleix, ils écrasèrent l'armée d'Anaverdi à la bataille d'Ambour, en août 1749, et le nabab fut tué au cours de l'engagement. À la suite de cette défaite, Muhammad Ali (en), le fils d'Anaverdi, se réfugia à Trichinopoly. Chanda Sahib, de concert avec Dupleix, avait prévu de l'y assiéger dès 1749 mais il jeta d'abord son dévolu sur la ville de Tanjore. Les opérations traînèrent en longueur et les mouvements hostiles de Nasir Jang et des Marathes au nord incitèrent Chanda Sahib à lever le siège pour faire face à cette nouvelle menace. 
Après quelques revers initiaux, les Français réussirent à desserrer l'étau autour de Pondichéry par des succès inespérés à Tiravady et à Gingy au début de l'année 1750, puis par une victoire décisive contre Nasir Jang en novembre à l'issue de laquelle celui-ci, dont l'autorité était contestée en interne depuis plusieurs mois, fut assassiné par des conjurés. Mahamet Ali accepta dans un premier temps de se soumettre à l'autorité des vainqueurs, mais il refusa d'évacuer Trichinopoly comme le lui demandait Dupleix et entama parallèlement des négociations avec les Britanniques pour obtenir leur soutien. Le gouverneur britannique de Madras, Thomas Saunders, répondit favorablement à cette requête et, en mars 1751, envoya à Trichinopoly le capitaine Cope à la tête d'un contingent de 580 hommes pour renforcer la garnison de la ville.

## Déroulement du siège
Deux mois plus tard, Chanda Sahib se mit une nouvelle fois en route vers le sud pour s'emparer de Trichinopoly avec une armée d'environ 7 à 8 000 hommes. À cet effectif s'ajoutait un contingent français de 400 hommes sous les ordres de Louis-Hubert de Combault d'Auteuil. Les troupes avancèrent à une lenteur extrême, mettant trois mois à parcourir les 120 km qui les séparaient de Trichinopoly. Selon Marc Vigié, cette situation s'expliquait par l'indiscipline et le désordre qui régnaient au sein de l'armée et par la mésentente entre les deux chefs. Une colonne de secours anglaise commandée par le capitaine Gingins, forte de 500 Européens, 1 000 cipayes et 8 canons, avait entre-temps rejoint les défenseurs et s'était établi le long de la route reliant Gondelour à Trichinopoly, prête à disputer le passage. Lors d'un affrontement à Volcondah le 30 juin, les Britanniques furent sévèrement battus et se replièrent sur Trichinopoly, mais Auteuil et Chanda Sahib ratèrent l'occasion de remporter une victoire décisive en ne se lançant pas vigoureusement à leur poursuite.

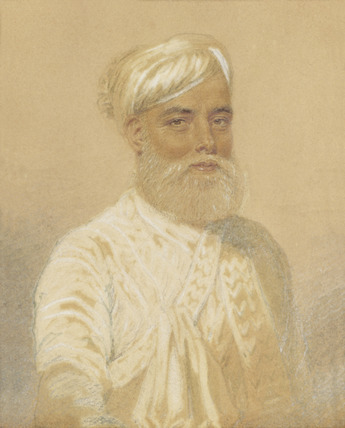
Mahamet Ali Khan Wallajah.

Des combats d'arrière-garde continuèrent d'opposer le détachement de Gingins aux troupes franco-indiennes. Le capitaine anglais repassa le fleuve Coléron en crue, perdant encore plusieurs centaines d'hommes noyés, et se réfugia dans Trichinopoly le 28 juillet. Des renforts acheminés par le capitaine Robert Clive portèrent à 600 hommes les effectifs de la garnison. Celle-ci restait toutefois bien maigre comparée aux moyens dont disposaient ses adversaires et les officiers et les soldats étaient démoralisés. Pendant ce temps, l'armée de Chanda Sahib et d'Auteuil arriva sur les rives du Coléron mais d'Auteuil, prétextant de la crue du fleuve, n'entreprit aucun mouvement et demeura sur place pendant deux mois. Malade, il fut finalement remplacé le 18 septembre par Jacques-François Law de Lauriston. Le nouveau commandant français s'empara tout d'abord de l'île de Srirangam le 25 du même mois, franchit la Cavery et vint s'établir avec son armée au pied d'un monticule d'où il commença à bombarder la ville.  

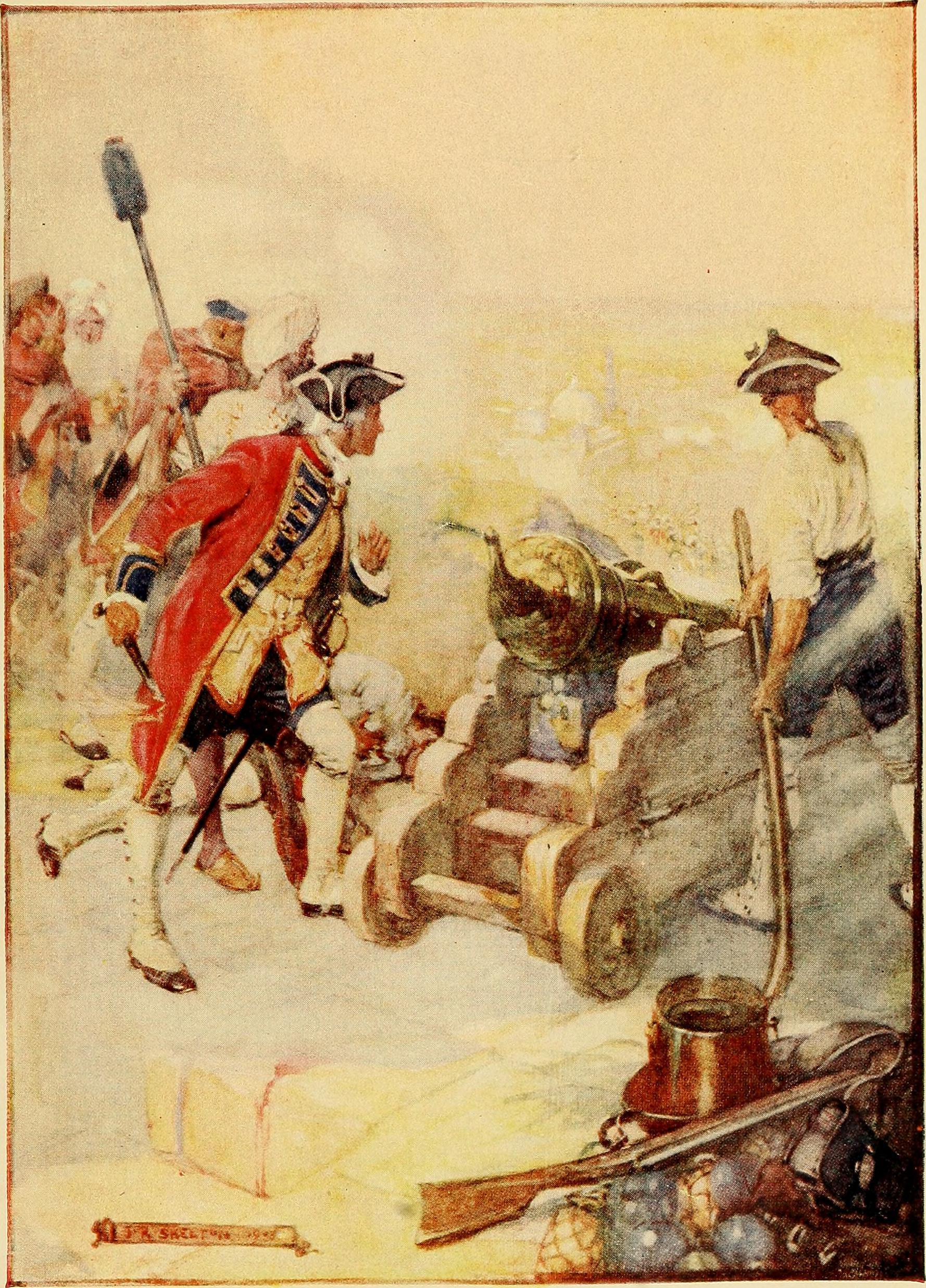
Le capitaine Robert Clive au siège d'Arcate, par Arthur David McCormick.

Afin de créer une diversion, les autorités britanniques de Madras autorisèrent le capitaine Clive à effectuer un coup de main contre Arcate avec un petit détachement. En l'absence du nabab, la ville était mal défendue et la garnison se rendit le 11 septembre sans avoir tiré un seul coup de feu. En  réaction, Chanda Sahib détacha 4 000 hommes de son contingent de siège afin de reprendre la ville, mais cette tentative se solda par un nouvel échec qui propulsa Clive sur le devant de la scène en Inde. De son côté, malgré les instructions de Dupleix qui lui enjoignait d'obtenir la capitulation de la ville dans les meilleurs délais, Law piétina à son tour devant Trichinopoly. Le manque d'artillerie, l'indiscipline des troupes indiennes et l'attitude de Chanda Sahib qui détachait des unités pour lever des fonds dans les campagnes environnantes entravaient la bonne conduite des opérations. Law lui-même n'était pas enclin à bousculer les choses, même après l'arrivée de renforts en janvier 1752. L'armée française comptait alors 900 Européens et 2 000 cipayes. Les effectifs des troupes indiennes sont discutés, les chiffres de Dupleix faisant état de 30 000 hommes contre un peu plus de 10 000 seulement pour Law. 
Simultanément, la situation politique se détériora pour les Français avec l'entrée en guerre des Marathes et du royaume de Mysore au côté des Anglais. La garnison de Trichinopoly était à bout de forces mais Law rencontrait aussi des difficultés à se ravitailler et il apprit à la fin du mois de mars qu'une colonne de renfort britannique, commandée par le major Stringer Lawrence avec Clive pour second, s'approchait de Trichinopoly. Pour contrer ses adversaires, Law envoya un détachement de 600 hommes à Coilhady mais Lawrence força le passage et fit sa jonction avec les défenseurs le 8 avril. Dans la nuit du 11 au 12, un détachement anglais conduit par le capitaine Dalton effectua une sortie qui convainquit Law d'abandonner le siège et de se replier sur l'île de Srirangam le lendemain.

## Bilan et conséquences
Les Britanniques, profitant de l'indécision de leur adversaire, encerclèrent l'armée de Law et de Chanda Sahib dans l'île. Law finit par capituler le 13 juin et toute son armée fut faite prisonnière. Chanda Sahib négocia sa reddition aux troupes du roi de Tanjore, alliées à Mahamet Ali, en échange d'un sauf-conduit, mais les Tanjoriens violèrent leur promesse et le décapitèrent.     